# Горсткин, Иван Николаевич
Ива́н Никола́евич Го́рсткин (12 [23] мая 1798 — 26 ноября [8 декабря] 1877; Пенза) — действительный статский советник, бывший офицер лейб-гвардии Егерского полка, участник тайных декабристских обществ — Союза благоденствия, Северного общества и Практического союза. Входил в круг общения А. С. Пушкина. Был арестован и до окончания следствия по делу о событиях 14 декабря 1825 года содержался в Петропавловской крепости. По распоряжению Николая I отправлен под бдительный надзор сначала в Вятку, а затем — в Пензенскую губернию. Занимался хозяйственной и общественной деятельностью. В 1861 году был награждён памятной медалью «За труды по освобождению крестьян». Известен как театрал и основатель первого постоянного театра в Пензе.

## Биография

### Происхождение
Происходил из старинного дворянского рода Горсткиных. Отец — Николай Петрович Горсткин, бывший лейб-гвардии прапорщик, состоятельный помещик, в 1796 году внесённый VI часть родословной книги дворян Тульской губернии, в Богородицком, Крапивенском и Тульский уездах которой он владел 650 крепостными душами. Мать — Елизавета Ивановна (урожд. Озерова), дочь предводителя дворянства Можайского уезда И. П. Озерова.
В семье было шесть детей: сыновья Павел (1797), Иван, Дмитрий и Пётр и дочери Надежда (1801), Софья (1810-е).
Детство Ивана прошло в Богородицком уезде в родовом имении Горсткиных Борисовка. Образование получил в Благородном пансионе при Московском университете, который готовил мальчиков из знатных дворянских семей к престижной военной и гражданской службе.

### На военной службе
По семейной традиции, восходящей к Семёну Горсткину, который в XV веке был воеводой у князя Василия Тёмного, многие представители рода начинали карьеру с военной службы.
Служили в гвардии и родственники И. Н Горсткина по материнской линии: отец Елизаветы Ивановны — отставной полковник Иван Петрович Озеров  и её родные братья — Василий, Иван, Пётр и Михаил.

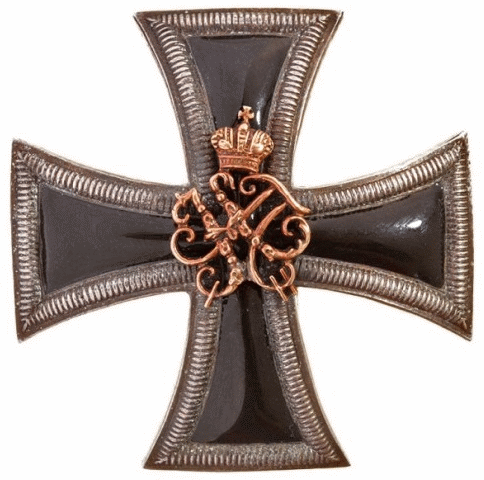
Нагрудный знак Лейб-Гвардии Егерского полка

После окончания пансиона И. Н Горсткин 20 июля 1814 года был определён юнкером в недавно вернувшийся из Парижа лейб-гвардейский Егерский полк. В связи с ожиданием возобновления боевых действий из-за бегства Наполеона с острова Эльба по указу императора полк с 9 июня по 11 октября 1815 года участвовал в походе в Вильно. Из похода Горсткин вернулся в звании портупей- юнкера. Во время нахождения гвардейского корпуса в Москве 24 января 1818 года был произведён в прапорщики.
В Москве же вместе с сослуживцами по полку В. С. Норовым , Ф. П. Панкратьевым, А. В. Семёновым и А. А. Челищевым был принят А. Н. Муравьёвым в недавно созданный там Союз благоденствия.
С 21 октября 1819 года — подпоручик. В октябре 1820 года Егерскому полку было приказано занять казармы взбунтовавшего Семёновского полка, чтобы не дать восставшим завладеть ружьями. Современники отмечали, что настроения в гвардии в целом было на стороне семёновцев, «даже лейб-егеря, наиболее надёжные из всех пехотных полков, колебались и не хотели идти против своих товарищей» и убедить их смогли только авторитет и энергия командира полка К. И. Бистрома. Но вскоре выяснилось, что за разговоры в поддержку семёновцев был заключён в Шлиссельбургскую крепость унтер-офицер дейб-гвардии Егерского полка Степан Гушеваров, заявлявший, «что ежели не вернут арестованные батальоны, то они докажут, что революция в Испании ничто в сравнении с тем, что они сделают». Александр I, обеспокоенный проявлениями неповиновения в гвардии под возможным влиянием тайных обществ, расценил это как результат прямого подстрекательства или обсуждений офицерами («говорунами») политических тем в присутствии солдат . Им было поддержано учреждение в гвардейском корпусе негласной военной полиции. Уже к февралю 1821 года тайный агент Грибовский подготовил императору сведения о «брожении умов» поимённо названных участников тайных обществ, главным образом, из привилегированных гвардейских полков.
В январе 1821 года на созванном в Москве съезде депутатов, с учётом сложившейся ситуации, было принято решение о самороспуске Союза благоденствия, управой которого в лейб-гвардии Егерском полку до того момента руководили подпоручик И. Н. Горсткин и штабс-капитан А. А. Челищев.
Дисциплинарное давление на офицеров, подозреваемых в связи с семёновской историей, сопровождалось «неумеренной строгостью» к нижним чинам и, возможно, стало причиной роста самоубийств, особенно среди солдат лейб-гвардии Егерского полка. В марте 1821 года выяснение причин таких «преступлений» было поручено командиру гвардейского корпуса И. В. Васильчикову с условием соблюдения «уважения и учтивости», соответствующих проявляемым генералом Бистромом «усердию в службе и его заботливости о полку».
29 августа 1821 года указом императора, утвердившего приговоры военного суда, были подведены итоги продолжавшегося более полугода следствия над участниками событий и заподозренными в сочувствии им «говорунами». К тому времени К. И. Бистром был повышен в должности и назначен начальником 2-й гвардейской пехотной дивизии. 18 сентября 1821 года новым командиром лейб-гвардии Егерского полка стал генерал-майор Е. А. Головин.
До того как полк в конце сентября того года отправился в Вильно на зимние квартиры И. Н. Горсткин подал рапорт об отставке по домашним обстоятельствам. 27 октября 1821 года он был уволен от службы в чине поручика «по болезни».

### После отставки
Определение Горсткиным направления будущей гражданской деятельности соответствовал духу и целям легальной деятельности Союза благоденствия, устав которого предоставлял его членам право выбрать для служения одну из четырёх «отраслей» — человеколюбия, образования, правосудия и общественного хозяйства. Ему, как выпускнику статусного университетского пансиона, предоставлявшего определённые льготы при вступлении на государственную службу, было естественным посвятить себя работе в сфере правосудия.
Книга 1

§ 10. Правосудие, следствие доброй нравственности, есть, без сомнения, одна из главных отраслей народного благоденствия, и посему входит в цель Союза. Он наблюдает за исполнением государственных постановлений, по¬буждает чиновников, как светских, так и духовных, к исполнению обязанно¬стей; осведомляется о всех решаемых делах и старается клонить все на сторо¬ну справедливости, – чиновников честных и исполняющих свой долг, но бедных состоянием, поддерживает; вознаграждает убытки, за правду поне¬сенные; людей истинно достойных возводит; бесчестных же и порочных ста¬рается обратить на путь должного; в случае неудачи лишает возможности делать зло. Союз старается также укрощать и искоренять властолюбие и презрение прав человеческих, вместе с воспитанием в нас вкра¬дывающиеся; и убедить всякого в истине, что общее благо народа требует непременно частного и что каждый человек, какого бы он сословия ни был, вправе оным пользоваться…

Книга 3

§ 56. Все дела по разным частям управления в отечестве состоят под надзором членов сей отрасли…

§ 57. Они не только не отказываются и не уклоняются от должностей, особенно по выборам дворянства, но, напротив, ищут таковых мест; собственным непорочным и бескорыстным прохождением службы оные возвышают и сохраняют им всю их важность и достоинство. Строгое и ревностное исполнение возложенных по службе или государственных обязанностей есть отличная черта члена Союза Благоденствия…
Законоположение Союза благоденствии

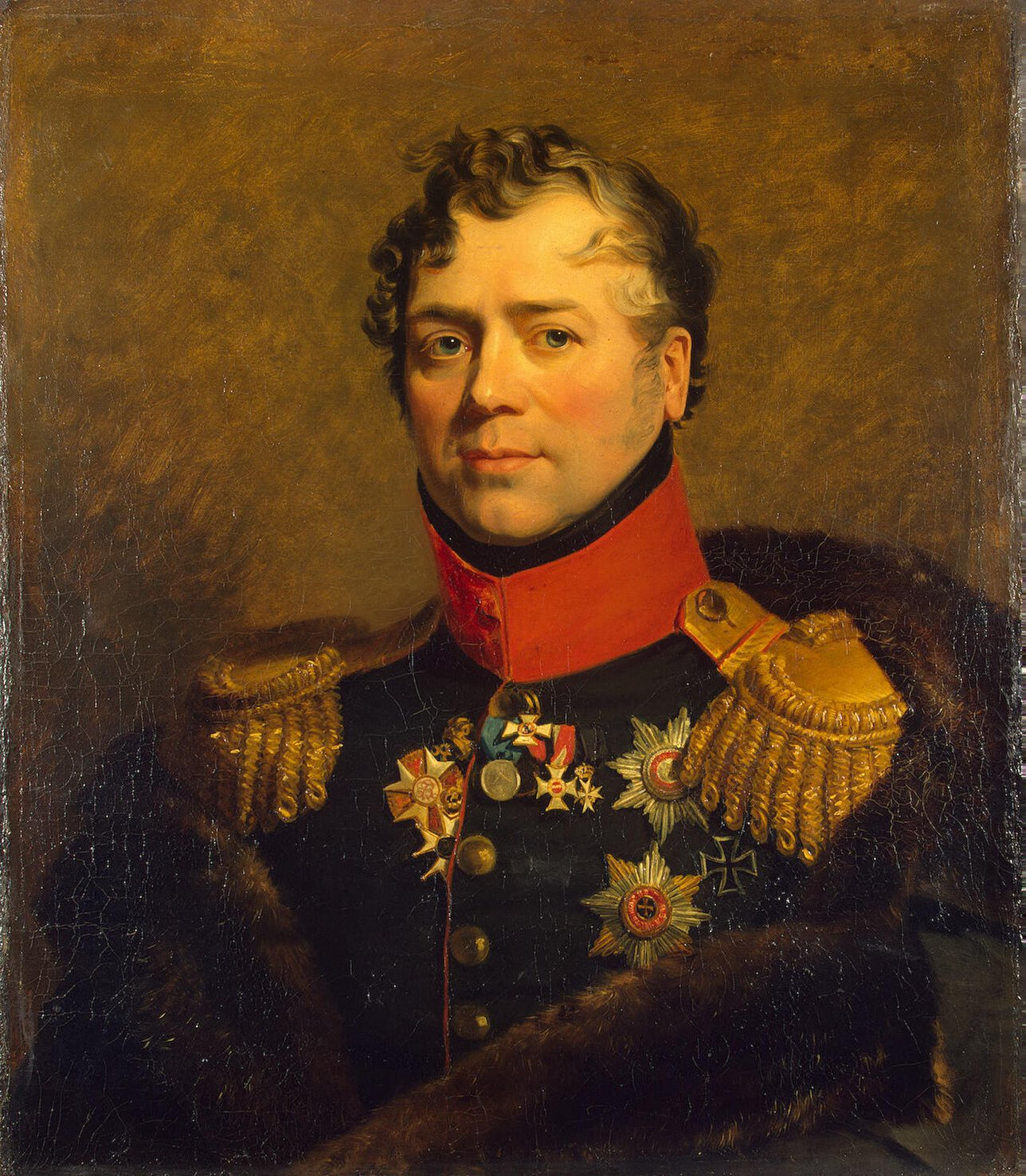
Д. В. Голицын
(около 1825)

31 июля 1824 года был принят в штат гражданской канцелярии московского военного генерал-губернатора Д. В. Голицына, репутация которого как поборника нравственного правосудия привлекала под его начало образованных и либерально настроенных дворян. Кроме И. Н. Горсткина, к 1825 году в разных административных инстанциях при Голицыне служили имевшие отношение к тайным обществам: Д. А. Давыдов, Б. К. Данзас, В. П. Зубков, С. Н. Кашкин, П. И. Колошин, С. Д. Нечаев, И. И. Пущин, С. М. Семёнов.
30 октября 1824 года получил гражданский чин коллежского секретаря. С 24 апреля 1825 года — титулярный советник. 13 мая назначен исполняющим обязанности советника московского губернского правления. 15 июня 1825 года указом Сената был утверждён в этой должности.
В феврале 1825 года руководителем петербургской управы Северного общества Е. П. Оболенским был привлечён к участию в московскую управу этого общества. Почти одновременно вошёл в основанный И. И. Пущиным в начале 1825 года «Практический союз», члены которого были объединены стремлением содействовать преобразованию системы правосудия.
В фондах Всероссийского музея А. С. Пушкина хранится написанный в 1825 году по просьбе В. П. Зубкова художником Д. М. Соболевским групповой портрет нескольких членов «Практического союза» на котором И. Н. Горсткин изображён стоящим рядом с И. И. Пущиным.
Книга 1

За несколько месяцев до смерти императора Александра, я предложил всем моим друзьям отдать литографировать наши портреты, чтобы каждый имел портрет всех; нам казалось это интересным и приятным иметь такую карточку, особенно взглянуть на неё через несколько лет, когда положение наше изменится. Моё предложение было принято, и г. Соболевский сделал карандашом очень хорошенькую группу. Я предложил отправить её литографировать в Париж, но к тому времени, как готов был рисунок, Пущин собрался ехать в Петербург и мы передали его ему, чтобы там же литографировать. Группа состояла из Пущина,  Колошина, Бакунина, Пальчикова, Данзаса, Горсткина, Черкасского и меня. Когда портрет был готов, его вставили под стекло, и так как он очень удался, то его показывали всем желающим н, между прочим, генерал-губернатору. Портреты эти были сделаны без всякой задней мысли и их открыто показывали всюду. Пущин отвёз рисунок в Петербург.

После события 14 декабря в Москве начали говорить, что эта группа изображает членов заговора, что над ними была изображена звезда с лучами по числу членов и кругом неё шла надпись: «Собравшиеся друзья».
 
Когда нас стали арестовывать, слухи в Москве усилились. Даже в Петербурге, когда меня уже выпустили, говорили об этом, особенно о надписи. Факт тот, что судебное следствие не знало этого рисунка или, по крайней мере, не говорило о нем. И действительно, что может быть глупее этих слухов! После моего ареста в Москве говорили, что я изображён на портрете со звездой во лбу; что я занимался энтомологией единственно для того, чтобы маскировать мои другие занятия, заключавшиеся в составлении бумаг, необходимых для заговора; что я был изображён берущим клятву с друзей; что меня привели к императору, раздели и я побледнел, потому что на моём теле был найден условный знак!!!
Зубков В. П. Рассказ о моём заключении в Санкт-Петербургской крепости

#### Арест и следствие по делу 14 декабря 1825
Поздно вечером 14 декабря имя Горсткина, как возможного участника мятежных событий, Николай I сообщил в письме Константину Павловичу, называя его фамилией замеченного на Сенатской площади и задержанного уже через несколько часов статского советника Горского: «Мне только что доложили, что к этой шайке принадлежит некий Горсткин…».
О восстании в Петербурге Горсткин узнал только 18 декабря в день принятия в Москве присяги новому императору.
Впервые его имя было открыто следствию 27 декабря С. П. Трубецким, который среди бывших ранее в обществе, но «давно не имеющих никаких с обществом сношений», назвал служившего ранее в гвардейском Егерском полку Горсткина руководителем одной трёх действовавших в Петербурге управ. Давняя связь Горсткина с тайными обществами могла быть известна следствию по составленному Грибовским доносу, поданному А. Х. Бенкендорфом Александру I ещё в 1821 году с перечнем членов Союза благоденствия. Среди «примечательнейших по ревности» в нём был назван и Горсткин.
По показаниям С. П. Трубецкого уже 28 декабря следствие приняло решение о необходимости задержать и допросить Горсткина.
Сведения о возможной причастности Горсткина к событиям, связанным с подготовкой возмущения 14 декабря начали пополняться в ходе проводимого расследования. Арестованный 8 января 1826 года и доставленный в Петербург С. Н. Кашкин на первом же допросе 11 января заявил, что в 1825 году во время приезда в Москву Е. П. Оболенский «принял в общество в моём присутствии господина Горсткина (советника Московского губернского правления) ».
11—12 января 1826 года И. И. Пущин назвал И. Н. Горсткина членом созданного в 1825 году «Практического союза», имевшего цель — «личное освобождение дворовых людей».
Приказ о задержании был подписан 15 января 1826 года и через четыре дня его, арестовали в Москве. Ещё через четыре дня он оказался в Петербурге на главной гауптвахте. К этому моменту следователи располагали показаниями и Е. П. Оболенского от 21 января, сообщившего, что Горсткин был в числе московских членов нынешнего общества, но «в дела общества уже не входил».
На первом допросе Горсткин показал, что был принят в 1818 году в Союз благоденствия и был знаком с его уставом, но активной деятельностью не занимался. 24 января его перевели в Петропавловскую крепость с собственноручным указанием императора — «присылаемого Горсткина содержать по усмотрению хорошо» — в арестантскую камеру № 3 Невской куртины.
В феврале-марте 1826 года в ответах на вопросы следствия принадлежность Горсткина к тайному обществу, по крайней мере до 1820 года подтвердили С. Н. Кашкин, П. И. Колошин, Н. М. Муравьёв, М. М. Нарышкин, Е. П. Оболенский, И. И. Пущин, С. М. Семёнов, И. Д. Якушкин. При этом С. Н. Кашкин, Е. П. Оболенский и И. И. Пущин указали на участие его в московской управе Северного общества в 1825 году.
«…распространение просвещения, 
введение школ в деревнях, 
улучшение состояния крестьян, 
частное освобождение оных по возможности, 
постепенное введение взимания доходов не с лиц, но с земли, 
уменьшение дворовых людей».
Признавая членство в Союзе благоденствия, Горсткин пытался убедить следователей в том, что вступление в 1818 году в общество было связано, с одной стороны, с его благородными предполагаемыми целями, а с другой — с неопытностью молодого человека, жаждущего проявить себя на общественном поприще. Среди подтолкнувших к этому причин он называл:

— авторитет и репутация в гвардии пригласившего его А. Н. Муравьёва;

— желание обрести полезные связи в обществе;

— образованность и одарённость будущих товарищей;

— собственное тщеславие, удовлетворённое вступлением в общество избранных.
На большую часть вопросов следствия Горсткин отвечал с осторожной ссылкой на неосведомлённость о каком-либо обсуждении реальной деятельности общества, его участие в которой ограничивалось немногочисленными собраниями, в том числе у «одного из главных в то время» в Петербурге — князя И. А. Долгорукова. Он подчёркивал аполитичный характер таких встреч, на которых «Пушкин читывал свои стихи, все восхищались остротой, рассказывали всякий вздор, читали, иные шептали, и все тут; общего разговора никогда нигде не бывало».
28 марта на заседании № 92 следственного комитета были признаны «достаточными и не требующими пополнения» сведения собранные о титулярном советнике Горсткине.
Секретарь следственного комитета А. Д. Боровков обобщил сведения о Горсткине в своём «Алфавите»: «В 1818 году был принят в члены Союза благоденствия, но в 1820 году отстал от оного. Наконец, в 1825 году поступил в члены управы, из старых членов составленной в Москве Пущиным и Оболенским, а потом в Союз под названием Практического, который учредил Пущин, замечая недеятельность членов, и которого цель состояла в освобождении от подданства дворовых людей в течение пяти лет, и в поощрении знакомых своих последовать сему примеру, но действий его в том никаких не было».
Историк П. В. Ильин включил члена Союза благоденствия, Северного общества и Практического союза И. Н. Горсткина в перечень 110 находившихся под следствием декабристов, которые были наказаны в административном порядке, не предавая их Верховному уголовному суду.
17 июня 1826 года следственным комитетом было заслушано и принято для исполнения высочайшее повеление: «Титулярного советника Горсткина, продержав ещё четыре месяца в крепости, отправить на службу в Вятку, где состоять ему под бдительным надзором местного начальства».
По прибытии 9 ноября 1826 года в Вятку Горсткин был принят на службу в канцелярию гражданского губернатора А. И. Рыхлевского, недавно переведённого сюда, несмотря на проявленные бескорыстие и деятельное усердие, с поста Олонецкого губернатора из-за конфликтов с местными чиновниками,
В июле 1827 года ему разрешили выехать в семейное имение Голодяевка Чембарского уезда Пензенской губернии.

### В Пензенской губернии

#### Круг общения и деятельность
Пензенский губернатор Ф. П. Лубяновский получил уведомление начальника Главного штаба И. И. Дибича:

«Титулярный советник Горсткин, по прикосновенности к делу о злоумышленном обществе, вследствие высочайшего повеления определён был на службу в Вятку — ныне благоугодно было государю императору позволить Горсткину жить в собственном его имении Пензенской губернии, в Чембарском уезде состоящем, с тем, чтобы никуда из имения сего не отлучался, состоял бы под секретным надзором полиции и чтобы ваше превосходительство уведомляли меня ежемесячно для доклада его величеству о поведении и образе жизни его, Горсткина. О сей высочайшей воле государя императора имею честь уведомить ваше превосходительство для зависящего от вас исполнения».

8 августа Горсткин прибыл в Голодяевку. В конце 1828 года ему разрешили жить в Пензе.
Поддерживал дружеские отношения с жившими в Пензенской губернии с бывшими участниками тайных обществ — А. А. Тучковым и Г. А. Римским-Корсаковым. Дочь А. А. Тучкова, Н. А. Тучкова-Огарёва вспоминала, что у отца был «приятель, память о котором сохранилась до сих пор в нашем губернском городе: это был Иван Николаевич Горсткин; мой отец и Корсаков были знакомы с ним почти с детства и потому поддерживали с ним короткие отношения…». Встречался также с сослуживцем по полку Н. И. Кривцовым, братом декабриста С. И. Кривцова, с генерал-майором А. А. Габбе, братом командира 16-го Егерского полка, предположительно члена Южного общества, оправданного следствием Михаила Андреевича Габбе.
Круг его общения был под постоянным пристальным вниманием полиции. В архиве сохранился рапорт губернатору от чембарского исправника за январь 1828 года с записями:

«Сего месяца 11 числа в село Голодяевку к титулярному советнику Горсткину приезжал бывший нижегородский губернатор, действительный статский советник Кривцов и пробыл у него до шести часов вечера 12 числа, а потом проехал через город Чембар по Тамбовскому тракту…

Сего месяца 29 числа приезжал к Горсткину генерал-майор Габбе, ночевал у него и 30 числа приехал на его лошадях в город Чембар, а потом отправился по Тамбовскому тракту».

В 1828—1829 годах встречался с поэтом П. А. Вяземским, жившим в опале в Сердобском уезде Саратовской губернии . В 1832 году Горсткин писал Вяземскому в Москву о встрече в Пензе с бывшим сослуживцем по лейб-гвардии Егерскому полку поэтом Е. А. Баратынским.
Назначенный в 1831 году пензенским губернатором А. А. Панчулидзев хотел взять его на должность в свою канцелярию, но не смог добиться одобрения императора. П. А. Вяземский в частном письме сообщил Горсткину, что ему «запрещено служить в Пензе или Туле, так как у него там собственность». Позднее Вяземский пытался выхлопотать для Горсткина разрешение вернуться в Москву, но соответствующее ходатайство московского градоначальника Д. В. Голицына за своего бывшего подчинённого тоже было отклонено.
Не ограничивая деятельность ведением помещичьего хозяйства, занимался подрядными строительными работами в Пензе. В 1839—1844 годах по проекту архитектора Игнатия Ивановича Олделли построил комплекс больничных зданий приказа общественного призрения.
Надзор над ним был снят в 1848 году. В 1849 году И. Н. Горсткин занял должность чиновника по особым поручениям при московском генерал-губернаторе А. А. Закревском.

#### В годы крестьянской реформы
В ответ на обращение уездных дворянских собраний в связи с предстоявшей крестьянской реформой губернатор А. А. Панчулидзев в апреле 1858 года получил рескрипт Александра II (от 5.04) об открытии в Пензенской губернии Комитета по улучшению быта помещичьих крестьян. От дворян Чембарского уезда из числа «крупных землевладельцев» И. Н. Горсткин был не только избран членом комитета, но и вошёл в его редакционную группу.
При его непосредственном участии губернский комитет подготовил в 1859 году свой вариант «Проекта положения об улучшении быта помещичьих крестьян» — выкупной проект, в соответствии с которым крестьяне и дворовые люди могли бы приобретать усадебные и полевые земли «в полную потомственную собственность покупкой их у помещиков, с пособием от правительства».
В 1860 году вместе с предводителем дворян Инсарского уезда М. А. Литвиновым представлял Пензенскую губернию на обсуждении проектов реформы в итоговой Редакционной комиссии в Петербурге. Горсткин настойчиво пытался убедить комиссию в преимуществах разработанного в их губернии «выкупного» проекта, отстаивал выделение наделов крестьянам единым массивом с тем, чтобы не допустить чересполосицы с землями помещиков.
П. П. Семёновым-Тян-Шанским, который участвовал в прениях в качестве эксперта редакционных комиссий при Главном комитете по крестьянскому делу, отмечая полемическую активность И. Н. Горсткина, «пользовавшегося всеобщим уважением в губернии, как одного из типичных, но при этом наиболее просвещённых и лучших по своим нравственным качествам представителей отживающих крепостных порядков, оставил в своих воспоминаниях характеристику его личности.
ГлаваVI. Совещание Редакционных комиссий с депутатами губерний Пензенской, Херсонской и Курской

И. Н. Горсткин был в 1860 году уже почтенным стариком, давно перешедшим 50-летний возраст. Умный, хорошо образованный и передовой в своей среде, он ещё в молодые годы, после 10-летней государственной службы, вышел в отставку и поселился в своём чембарском поместье, считая обязанностью дворянина-помещика работать на пользу отечества, стоя во главе крепостных крестьян своего поместья, о благосостоянии которых он считал долгом отечески заботиться. В течение 25-летнего личного управления своим поместьем он сделался образцовым сельским хозяином и ввёл в своём имении рациональные приёмы хозяйства и улучшенные машины (например, плуга, молотилки, веялки); научив работать на них своих дворовых людей, до сих пор не имевших других обязанностей, кроме личной службы при широких потребностях помещичьей усадьбы, он привлёк их к сельскохозяйственным работам, сильно помогавшим крестьянской барщине, особливо в страдную пору. Относительно же исполнения этой барщины он являлся строгим, требовательным и даже взыскательным, но никогда не был жестоким и несправедливым. Вводя строгую дисциплину  не только в своё барское, но и в крестьянское хозяйство, он никогда не нарушал того исконного обычного права, на котором собственно и были основаны вековыми отношениями между помещиками и живущими в пределах дарованных им поместий крепкими земле этих поместий крестьянами.
Активность Горсткина на собраниях губернских депутатов, приглашённых в Петербург, была отмечена в дневнике писателя и общественного деятеля В. Ф. Одоевского, не разделявшего ранее политических идей своего двоюродного брата-декабриста А. И. Одоевского, но к концу 1850-х годов превратившегося из апологета крепостничества в убеждённого его противника,
Консервативно настроенный председатель Редакционных комиссий министр юстиции граф В. Н. Панин называл отстаивание Горсткиным своей принципиальной позиции в горячих спорах с оппонентами „истинно рыцарским турниром“.
В 1861 году был награждён памятной серебряной медалью „За труды по освобождению крестьян“.
В фонде Главного выкупного учреждения Министерства финансов РГИА сохранилось дело о выкупе в 1862 году земельных наделов временнообязанными крестьянами помещика И. Н. Горсткина сельца Голодяевки Чембарского уезда Пензенской губернии.
С 1861 года в течение 14 лет совмещал должность при московском генерал-губернаторе с исполнением обязанностей члена пензенского губернского присутствия по крестьянским делам.
В 1866 году указом Правительствующего сената И. Н. Горсткин за выслугу лет произведён в статские советники.
С 1869 года — действительный статский советник.
И. Н. Горсткин умер 26 ноября (8 декабря) 1877 года. Был похоронен рядом с первой супругой в некрополе Троицкого женского монастыря в Пензе.

## Семья

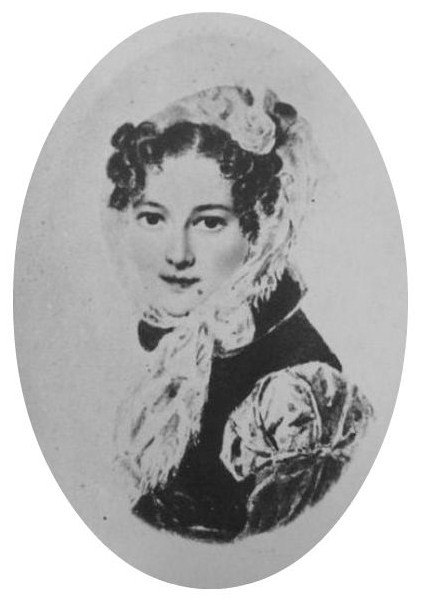
Елизавета Григорьевна

Первая жена — Елизавета Григорьевна Ломоносова (ум. 26.10.1863), дочь генерал-майора, родная сестра лицейского товарища А. С. Пушкина дипломата С. Г. Ломоносова. Учёный и общественный деятель Б. Н. Чичерин сохранил в памяти встречи с семейной парой Горсткиных. В своих мемуарах, написанных спустя полвека в последнее десятилетие XIX века, он вспоминал, что в имение Н. И. Кривцова „из Пензенской губернии приезжали декабрист Горсткин, умный и острый, с красивою женою“. Красота Елизаветы Григорьевны не оставила равнодушным и Кривцова, женатого на сестре декабристов Вадковских — „не менее привлекательной“ Екатерине Фёдоровне, знавшей об этом увлечении мужа. Похоронена рядом с мужем.
В браке родились дети — Елизавета (1822), Варвара (1823), Николай (1826), Лев (1832) и Павел (1835).
В 1833 году И. Н Горсткин с детьми был внесён во II часть родословной книги дворян Пензенской губернии. В 1838 году к дочери Горсткиных сватался писатель, член опеки над имуществом А. С. Пушкина Н. И. Тарасенко-Отрешков. По свидетельствам современников известного в обществе того времени искателя богатых невест могло остановить „недостаточное состояние невесты“.
Вторая жена — Александра Николаевна.
Решением исполкома Пензенского областного Совета народных депутатов № 417 от 28 сентября 1987 года „О постановке на государственный учёт объектов, представляющих историко-культурную ценность“ дом № 2 на улице Богданова (бывшая Пешая улица), где в 1838—1846 годах проживала семья И. Н. Горсткина, включён в перечень памятников истории и культуры местного значения.

## Увлечение театром
Современники отмечали литературные и музыкальные способности Горсткина — он писал стихи, пел, аккомпанируя себе на рояле. В литературных источниках авторы, характеризуя личность И. Н. Горсткина, используют противоречивые эпитеты — „декабрист“, „ярый крепостник“, „яркий театрал“.
Его интерес к искусству во многом сформировался в годы учения в благородном пансионе, в котором при директорстве А. А. Прокоповича-Антонского приветствовалось творческое участие воспитанников в музыкальных концертах и театральных представлениях на сцене собственного любительского театра. Известный летописец русского театра П. Н. Арапов отмечал, что „воспитанники Университетского Благородного Пансиона… давали прекрасные спектакли на своём театре“.
В 1836 году Горсткин купил в Пензе городскую усадьбу мелкого помещика Г. В. Гладкова, который в 1807 году устроил в ней крепостной театр, действовавший до 1829 года и находившийся к тому времени в запустении.
Горсткин занялся ремонтом здания и возрождением в нём театральных постановок. Благодаря его стараниям губернатор А. А. Панчулидзев в декабре 1842 года смог доложить в столицу, что театр в Пензе был открыт „в минувшем ноябре, а прежде того постоянного театра здесь не существовало“.
Неудовлетворённый деятельностью приезжих режиссёров за постановку спектаклей взялся Горсткин. Он тщательно следил за репертуаром и уровнем исполнения, отличался высокой требовательностью к актёрам на репетициях пьес, в том числе и тех, роли в которых исполнял сам. К началу 1846 года было завершено переоборудование театрального здания, в нём были обустроены обширный партер, три яруса лож и галерея. Спектакли шли под музыкальным сопровождением в исполнении губернаторского оркестра. С 1856 года деятельностью театра Горсткина управляла Дирекция, учреждённая с целью, не рассчитывая на выгоду, „доставления себе и другим жителям Пензы удовольствие от постоянного хорошего театра“. Кроме представлений гастролирующих антрепренёров, в театре И. Н. Горсткина регулярно проходили благотворительные спектакли в пользу раненых в ходе Крымской войны и славян Балканского полуострова, на нужды бедных семей, школ и приютов Пензы». Хозяйственная деятельность владельца театра не оставалась без внимания полиции. В конце 1860-х — начале 1870-х годов пензенский полицмейстер регулярно доносил губернатору о доходах действительного статского советника Горсткина от аренды театра приезжими антрепренёрами.
После смерти в 1877 году И. Н. Горсткина театр перешёл сначала к его вдове Александре Николаевне, а в начале 1879 года — к его сыну Л. И. Горсткину.

## Интерпретация показаний о Пушкине
В пушкиноведении упоминания фамилии Горсткина были связаны главным образом с именами его родственников. Родная сестра была знакома не только с самим поэтом, но и с его близкими друзьями П. А. Вяземским, А. И. Тургеневым. П. А. Вяземский посвятил ей стихотворение «Вера и София». Известно, что весной 1829 года Пушкин был на музыкальном концерте в Российском благородном собрании, на котором присутствовали также Софья Николаевна с матерью Елизаветой Ивановной. В начале октября 1832 года А. С. Пушкин писал о ней жене Наталье Николаевне, сообщая, что «Горсткина вчера вышла за князя Щербатова…».
В круг общения поэта входили братья его жены — Н. Г. и С. Г. Ломоносовы.
Сведений о личных взаимоотношениях самого Горсткина и Пушкина не сохранилось. Но сделанное им 28 января 1826 года в ответах на вопросные листы заявление, что Пушкин читал свои стихи в кругу собиравшихся товарищей, оставленное, впрочем, следствием без последствий для поэта, послужило поводом для пересмотра характера связи Пушкина с декабристами.
В 1952 году историк М. В. Нечкина ввела в научный оборот это свидетельство «не особенно известного в декабристоведении» Горсткина и интерпретировала его не только как прямое и достоверное доказательство участия Пушкина в собраниях Союза благоденствия, но и как подтверждение личного знакомство поэта с членом тайного общества И. А. Долгоруковым. Тем самым, по мнению Нечкиной, доказывалась реальность стихотворной картины, описанной в десятой главе «Евгения Онегина», в сцене, где «у осторожного Ильи… Читал свои Ноэли Пушкин».

## К портрету
Современники оставили заметки о внешности и чертах характера И. Н. Горсткина.
Известный театральный деятель П. М. Медведев, арендовавший у него театр в 1862 году, вспоминал:

«Как теперь помню: за большим письменным столом сидел высокого роста, сутуловатый, худощавый, седой как лунь старик; он имел высокий лоб, продолговатое морщинистое лицо, орлиный нос, черные глаза и брови, глаза, в которые нельзя смотреть. Так как они пронизывали тебя, так много в них было электричества, тонкие губы и в общем очень умное выражение лица. Это был декабрист Иван Николаевич Горсткин».

Уроженец Пензы, писатель и драматург И. А. Салов, автор
книги мемуаров «Умчавшиеся годы (Из моих воспоминаний)», опубликованных в 1897 году в журнале «Русская мысль», написал о И. Н. Горсткине:

«Он имел типичное лицо с выдающимся вперёд подбородком и нижней челюстью, почему лицо его имело крайне саркастическое выражение, высокий лоб и большие выразительные глаза… Это был страстный любитель театрального дела».

Н. А. Тучкова-Огарёва отмечала:

«Иван Николаевич был умен, но ум его был какой-то особенный, легкий, саркастический. Он умел пересмеять каждого, заметить смешные стороны, и метко задевал всех».

Историк русской литературы Б. Л. Модзалевский, ссылаясь на мнение сына С. Н. Кашкина, делал вывод, что «Горсткин был человек умный, но чёрствый и товарищи относились к нему холодно».
П. В. Ильин, обобщая свидетельства современников, писал о Горсткине:

«Перед нами личность сложная и неоднозначная, он принадлежит к образованным, просвещённым „вольнодумцам“, проявляет интерес к общественно-политическим вопросам, но в облике его в достаточной степени различимы эгоистические черты и прагматизм».

## Комментарии
1. ↑  Позднее деревня была переименована в Горсткино
2. ↑  После годичного пребывания в Москве полк возвратился в Петербург 4 августа 1818 года.
3. ↑  В 1821 году умер его отец — Н. П. Горсткин.
4. ↑  31 декабря 1825 года С. П. Трубецкой на вопрос следствия ответил: «О статском советнике Горском я никогда не слыхивал. Был некогда член Горсткин, офицер лейб-гвардии Егерского полка, которого я, кажется, не забыл показать в списке».
5. ↑  В Петербурге кроме Главной управы Союза благоденствия были три управы: конно-гвардейском, Измайловском и лейб-гвардии Егерском полках.
6. ↑  А. И. Рыхлевский до 1820 года служил на Кавказе и был известен доверительными отношениями с А. С. Грибоедовым.
7. ↑  Из Пензенской губернии Горсткин несколько раз приезжал в Борисовку, где в отцовском имении жил его брат Павел Николаевич, боевой офицер войн начала XIX века, муж сестры декабриста В. Н Лихарева.
8. ↑  Видимо, Горсткин не забывал и о принятых ещё в 1825 году членами «Практического союза» намерениях лично содействовать освобождению дворовых людей от крепостной зависимости. По данным пензенского историка А. Ф. Дергачёва в 1831 году он оформил вольные пятерым своим крепостным.
9. ↑  Могила не сохранилась — некрополь был уничтожен в начале 1930 годов.
10. ↑  При Л. И. Горсткине в театре в 1878—1881 годах играл известный репортёр и писатель В. А. Гиляровский, который описал в своих очерках театр и его владельца / Гиляровский В. А. Мои скитания — М.: Вагриус, 2001. — С. 172—184 ISBN 5-264-00620-2.